# ディミタル・コバチェフスキ
ディミタル・コバチェフスキ（マケドニア語: Димитар Ковачевски、発音 [di'mitar kɔ'vat͡ʃɛfski]、1974年7月24日 - ）は、北マケドニアの政治家、経済学者。2020年から財務副大臣を務めたのち、前首相の辞任にともなって2022年に首相に就任した。マケドニア社会民主同盟（SDSM）所属。

## 経歴
クマノヴォ出身。父のスロボダン・コバチェフスキは2000年から2005年までクマノヴォ市長を務めたのち、2006年に北マケドニアとモンテネグロが外交関係を樹立すると、駐モンテネグロ大使となった。アメリカ合衆国のミネソタ州ウォータービルの高校を経て、1998年にスコピエの聖キュリロス・メトディオス大学経済学部を卒業。2003年に同大学から経済学の修士号を、2008年にモンテネグロ大学経済学部から経済学の博士号を取得した。
1998年、北マケドニアの通信会社「マケドンスキ・テレコム」に入社。2005年から2017年にかけて、社内で多くの役職を歴任した。2017年から2018年には、テレコム・オーストリア・グループ傘下のA1マケドニア（one.Vip）で業務執行取締役を務めた。
2012年、ニューヨーク・スコピエ大学とアメリカン・カレッジ・スコピエの2つの私立大学の助教となった。後者では、2018年に准教授に昇進した。
2018年には共同で会社を設立し、北マケドニアで初めてとなる太陽光発電設備の工場を開設した。
1994年にマケドニア社会民主同盟に入党している。

### 政治家として
2020年の総選挙後、第二次ゾラン・ザエフ内閣の財務副大臣に任命され、9月23日に国会の承認を得た。

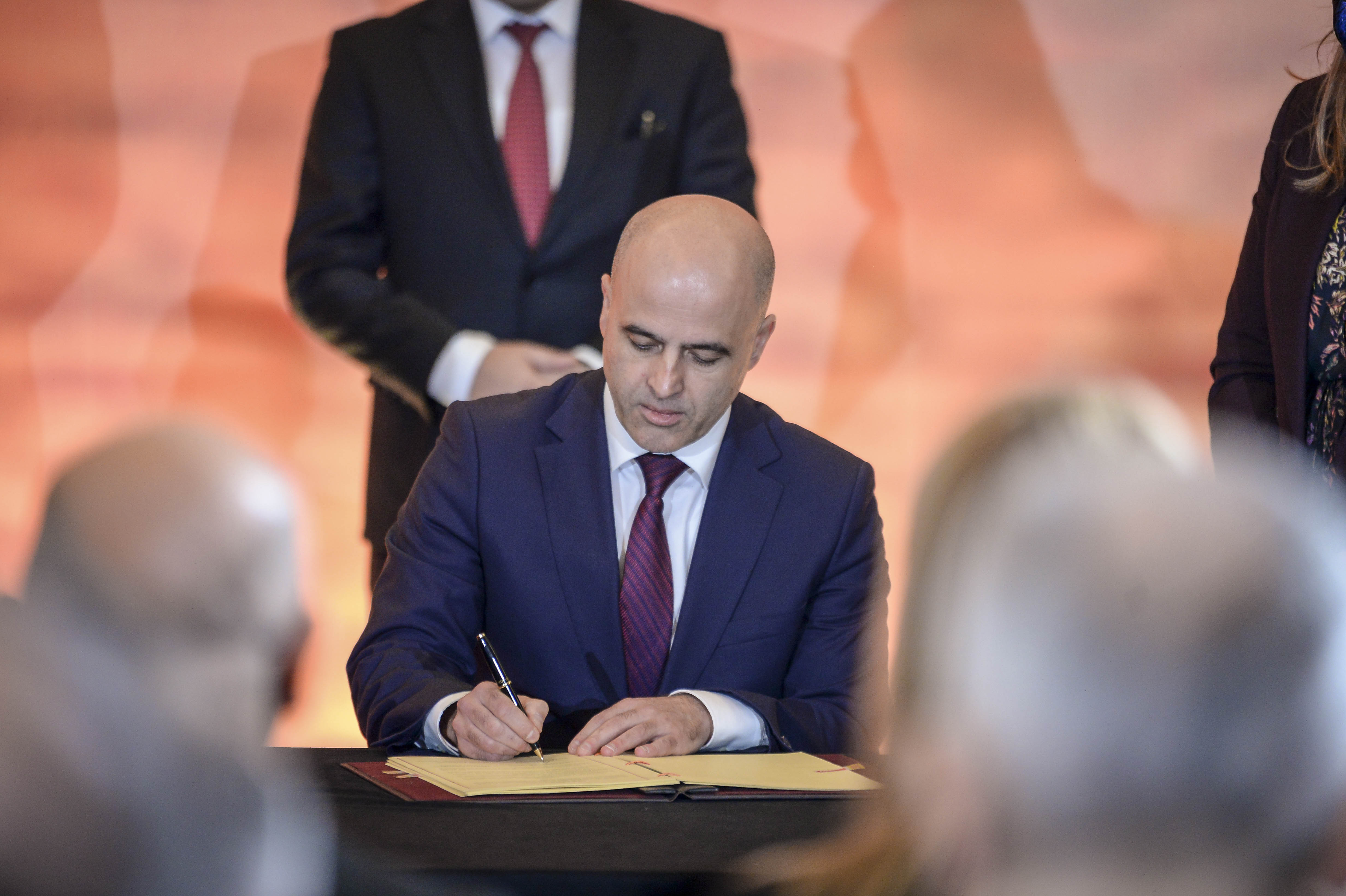
2021年12月21日、アルバニアのティラナで開催されたオープン・バルカン諸国サミットにて署名するコバチェフスキ

2021年の地方選挙で敗北したのち、ザエフはSDSM代表と首相の双方から退く意向を表明した。これによって、ぜい弱だった政権与党はさらに不安定化したが、内部マケドニア革命組織・マケドニア国家統一民主党（VMRO-DPMNE）をはじめとする野党提出の内閣不信任決議案は切り抜けた。結局、国会で4議席を有する野党、アルテルナティヴァを引き込むことでザエフ政権は延命したが、コヴァチェフスキはザエフとアルテルナティヴァとの交渉に立ち会い、アルテルナティヴァ側からザエフの最も有力な後継者と呼ばれた。

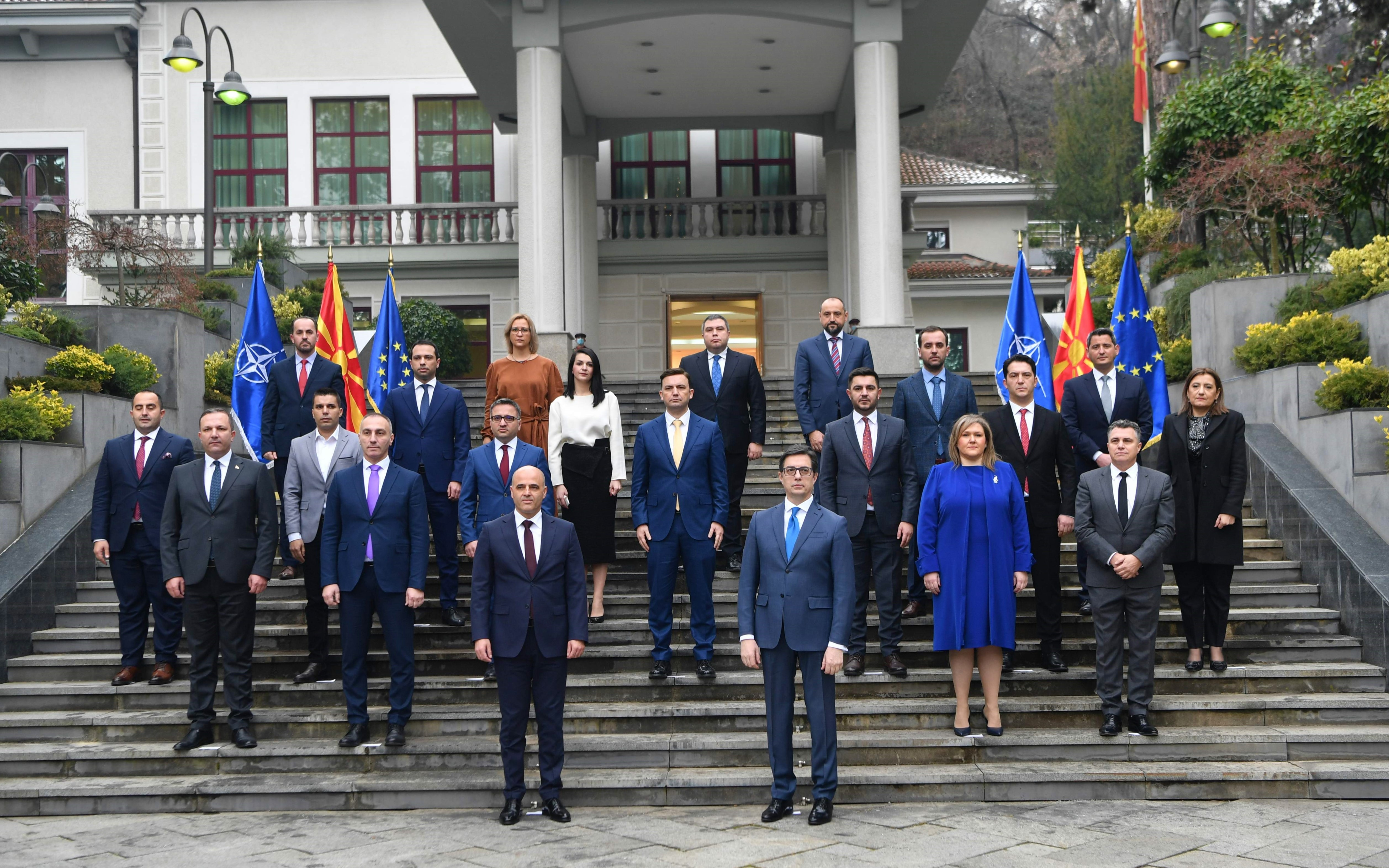
コバチェフスキ内閣の閣僚たち。最前列左がコバチェフスキ、右がペンダロフスキ（2022年1月17日）

ザエフが正式にSDSM代表を辞任したのち、2021年12月12日の党内選挙でほかの2人の候補者を制して後任の代表に当選。翌年1月16日に就任の宣誓を行った。
2024年5月8日に議会総選挙が執行されることに伴い暫定的な選挙管理内閣が樹立されるため、同年1月25日に辞表を提出。合わせて選挙後の5月9日に首相に復職するとも表明した。